# 3,7 cm Infanteriegeschütz M. 15
A 3,7 cm Infanteriegeschütz M. 15 egy osztrák-magyar gyalogsági támogató ágyú volt, melyet az első világháborúban elterjedt lövészárok-hadviseléshez fejlesztettek ki. A háború során az olaszok által zsákmányolt, illetve lemásolt ágyúk jelölése a Cannon 37F volt, melyet az 1930-as években 37/10 F. Mod. 1915 névre változtattak.

## Történet
A 3,7 cm Infanteriegeschütz M. 15 ágyút kifejezetten a lövészárok-hadviselés kívánalmait figyelembe véve fejlesztették ki. Az első világháború során a gyalogság gyakran került szembe jól védett lövészárkokkal, géppuskafészkekkel. Ezek a géppuskafészkek homokzsákokból, farönkökből, fémlemezekből és betonból készültek, felülről védettek voltak. Amikor a gyalogság a senki földjén keresztül megrohamozta ezeket a pozíciókat, mindössze derékmagasságban láthattak egy nyílást, azon belül pedig a géppuska felső részét. Ahhoz, hogy puskák, gránátok vagy lángszóró segítségével elpusztíthassák ezeket a fészkeket igen közel kellett hozzájuk kerülniük. A harcoló felek többféle eszközt kipróbáltak ezek a megerősített védelmi építmények megsemmisítésére, mint például az aknavetők, puskagránátok, hegyiágyúk, de ezek egyike sem vált be igazán, mivel csak közvetlen tűzzel lehetett eredményt elérni. Kisebb kaliberű aknavetők és ágyúk, mint például az osztrák-magyar 7,5 cm Gebirgskanone M. 15 és a német 7,58 cm Minenwerfer ígéretesnek tűntek, de méretük és súlyuk a csatatér nehezen járható terepével kombinálva alkalmazásuk ellen szólt.
Az osztrák–magyar hadsereg válasza a problémára a 3,7 cm Infanteriegeschütz M. 15 gyalogsági ágyú volt, amely a korábbi 3,7 cm Gebirgskanone M. 13 hegyiágyún alapult, megjelenése után más nemzeteknél is sorra jelentek meg a hasonló gyalogsági támogató ágyúk, mint a francia Canon d'Infanterie de 37 modèle 1916 TRP, az orosz 37 mm-es 1915 mintájú ároklöveg és a német 3,7 cm TAK 1918. A 3,7 cm Infanteriegeschütz M. 15 pontossága kompenzálta kis kaliberű lőszerét, könnyű súlya pedig lehetővé tette támadó hadműveletek alatt történő mozgatását, ami nem volt megoldható a korábban erre a célra használt hegyiágyúkkal. A Škoda gyárból 1915 novemberéből kikerült első prototípusokat az osztrák–magyar hadsereg az olasz fronton próbálta ki. 1916-ban ezer darab löveget rendeltek, melyeket még abban az évben le is gyártott a Škoda és a ČKD és ki is kerültek a frontra.
Az olasz királyi hadsereg által zsákmányolt ágyúkat azonnal szolgálatba is állították. Ezzel egy időben az ágyú másolatának gyártását is elrendelték, amelyet a Arsenal Regio Esercito di Turin (ARET), a Arsenal Regio Esercito di Napoli (AREN) és a Palazzolo sull’Oglio-i F.lli Marzoli magáncég gyártott. Habár a löveg a világháború végére már elavultnak számított, még az Olasz Királyság így is bevetett néhányat az 1940-es második világháborúba való belépésükkor.

## Szervezés és alkalmazás
Az osztrák–magyar hadseregben úgy tervezték hogy gyalogezredenként két szakaszt szerelnek fel az ágyúval, ám ezt a számot egyre csökkentették az ágyúk elégtelen száma miatt. Egy szakasz egy tisztből, két tiszthelyettesből, 26 katonából, négy lövegből, szekérből és négy öszvérből állt.

## Leírás
A lövegcső acélból készült, a lövegcső belsejében 12 bal irányú huzagolással, függőleges csúszó zárral. Háromlábú állványa csőből készült, két oldalsó állítható és egy középső lábból állt, amely a visszarúgást elnyelő sarkantyúval volt ellátva. A lövegcső alatt található a hidraulikus helyretoló rugó, a függőleges irányzáshoz való kézi tekerő. A célzást egy periszkóp segítségével végezték. A háromlábú állványt fel lehetett szerelni lövegpajzzsal, szállításhoz pedig oldalanként egy-egy kerékkel. Az állvány lábai behajthatóak voltak, így az ágyú vontatható volt egy főnyi katona, egy öszvér vagy két kutya által. Szállításhoz az ágyú három részre lehetett szétszedni: cső, ágyúbölcső, állvány, darabonkénti súlyuk 34,6 kg, 25,3 kg és 24,4 kg volt. Az ágyú egyesített 37×57 mm R típusú lőszert tüzelt, amelyből rendelkezésre álltak a nagy robbanóerejű, kartács és nyomjelző fajták, ezeket tizenötösével szállították faládákban, amely 26,5 kg súlyú volt.

## Fordítás
- Ez a szócikk részben vagy egészben  a(z)   3.7 cm Infanteriegeschütz M.15 című angol Wikipédia-szócikk ezen változatának fordításán alapul.  Az eredeti cikk szerkesztőit annak laptörténete sorolja fel. Ez a jelzés csupán a megfogalmazás eredetét és a szerzői jogokat jelzi, nem szolgál a cikkben szereplő információk forrásmegjelöléseként.